# Haikai-no-Renga
El Haikai-no-Renga es una de las formas de poesía tradicional japonesa. 
Es una especie de mezcla entre el haikai y el Renga, y generalmente se trata de una sucesión de poemas haikai. El primero de estos poemas se denomina hokku. Con el paso del tiempo el hokku se "separó" de la sucesión que conformaba el Haikai-no-Renga, transformándose en un estilo poético independiente, pero similar al haikai. Aun así, el hokku también continúa siendo utilizado para designar al primer poema de la sucesión.
Usualmente el Haikai-no-Renga es menos serio pero más estructurado que el Renga.
Matsuo Bashō es conocido como uno de los maestros del Haikai-no-Renga.